# Maureen O'Toole
Maureen "Mo" O'Toole, född 24 mars 1961 i Long Beach, Kalifornien, är en amerikansk vattenpolospelare. Hon deltog i den olympiska vattenpoloturneringen i Sydney där USA:s damlandslag i vattenpolo tog silver. O'Toole spelade sju matcher i turneringen och gjorde sju mål.
O'Toole valdes in i The International Swimming Hall of Fame 2010.